# ونسا وبب
 ونسا وبب (انگلیسی: Vanessa Webb؛ زاده ۲۴ ژانویهٔ ۱۹۷۶) یک تنیس‌باز اهل کانادا است. 